# Курово-Парцеле
Курово-Парцеле (пол. Kurowo-Parcele) — село в Польщі, у гміні Барухово Влоцлавського повіту Куявсько-Поморського воєводства.
Населення — 227 осіб (2011).
У 1975-1998 роках село належало до Влоцлавського воєводства.

## Демографія
Демографічна структура станом на 31 березня 2011 року:
|          | Загалом | Допрацездатний вік | Працездатний вік | Постпрацездатний вік |
| -------- | ------- | ------------------ | ---------------- | -------------------- |
| Чоловіки | 106     | 15                 | 73               | 18                   |
| Жінки    | 121     | 21                 | 56               | 44                   |
| Разом    | 227     | 36                 | 129              | 62                   |